# Berichte zur Gesinnungslage der Nation
Berichte zur Gesinnungslage der Nation ist eine satirische Kurzgeschichte von Heinrich Böll, die 1975 in Köln erschien. Der Autor hatte am 21. September desselben Jahres im NDR3 auszugsweise daraus gelesen.

## Struktur
Die Spitzel Rotgimpel, Ackergaul und Rotmolch I schreiben sieben Berichte über "Gesinnungsobservationen" an die "Geheimdienstbeauftragten" Rotkopfwürger, Stallmeister und Majordomus. Stallmeister macht eine Aktennotiz. Die drei Beauftragten ihrerseits schreiben darauf schließlich in ihrem Amtsdeutsch einen "Vertraulichen Bericht" an ihre Vorgesetzten, die im "Vertrauensmännergremium" sitzen. Die drei Spitzel bedienen sich manchmal einer Abkürzungssprache.

## Inhalt
Jeder der drei Spitzel berichtet – über jeweils die beiden anderen und über die Menschen an seinem Einsatzort – eine schwer überschaubare Menge von Nichtigkeiten. Ihre Aktivitäten sind lächerlich bis verabscheuenswürdig. Während der "Aktion Lehrerpult" z. B. werden Tischkästen nach kommunistischem Schriftgut durchstöbert.
Die Geheimdienstbeauftragten schätzen in ihrem Abschlussbericht das "Gesinnungsermittlungsverfahren", in dem bei über siebenhundert Geistesschaffenden und höheren Beamten die Stimmung erkundet und die Neigungen – z. B. zu Radikalität – erfasst wurde, als vollen Erfolg ein. So beantragen sie mit gutem Gewissen Mittel für den nächsten "Gesinnungserfassungseinsatz". Dann soll der Gesichtsausdruck von Menschen bei Demonstrationen einer der Schwerpunkte sein. Es steht die "Gesinnungsphysiognomik" auf der Tagesordnung.
Eine Inspirationsquelle Bölls für diese Geschichte, insbesondere für die Namengebung, war das Grimmsche Wörterbuch (Deutsches Wörterbuch).

## Rezeption
- Die Dunkelmännerbriefe dienten Böll als Muster für seine Satire. Die Situation des Autors in den Jahren unmittelbar nach dem Erscheinen der Erzählung wurde immer komplizierter[2].
- Böll schrieb gegen die "amtlichen Schnüffler"[3] an.
- Rote und Radikale werden in der Satire observiert[4].
- Guntermann nennt Tagesereignisse aus der Politik nach 1975, die irgendwie an die Berichte erinnern[5].